# 150-та стрілецька дивізія (СРСР)
150-та стрілецька дивізія (150 сд) (рос. 150-я стрелковая дивизия) — військове з'єднання, стрілецька дивізія сухопутних військ Червоної армії, що існувала з 1939 до 1946 року. 150-та стрілецька дивізія формувалася у складі Червоної армії тричі. Брала участь у вторгненні до Західної Білорусі, у Зимовій війні, вторгненні до Бессарабії та Північної Буковини та німецько-радянської війни. 

## Історія з'єднання

### 1-ше формування
150-та стрілецька дивізія формувалася у складі Червоної армії тричі. Вперше 150-та стрілецька дивізія була сформована у вересні 1939 року в Білоруському військовому окрузі в Новозибкові. Брала активну участь у вторгненні радянських військ до Польщі. У вересні-жовтні 1939 року 150-та сд 3-ї армії окупувала Західну Білорусію. У грудні 1939 — березні 1940 року 150 сд брала участь у радянсько-фінській війні, діяла на крайньому правому фланзі 7-ї армії, а потім 13-ї, билася в районі Тайпале на Карельському перешийку. 7-14 квітня 1940 року дивізію перекинули залізницею до Білорусі. У червні-липні 1940 року 150-та стрілецька дивізія брала участь у вторгненні до Бессарабії.
На червень 1941 року дивізія перебувала в Одеському військовому окрузі, в самій Одесі і на Дністрі. З початком війни разом з 74-ю дивізією входила до 48-го стрілецького корпусу 9-ї армії Південного фронту. 150-та сд з боями відходила на схід, билася під Каховкою, обороняла Ростов-на-Дону.
На початку січня 1942 року 150 сд узяла участь у Барвінково-Лозівській операції. 16 травня 1942 року під час невдалої Харківської операції дивізія прорвала ворожу оборону на 7-10 км, але після німецького контрудару потрапила в оточення і була повністю знищена. Наприкінці червня 150 сд першого формування було розформовано як знищену в «Харківському мішку».

### 2-ге формування
150-та стрілецька дивізія 2-го формування з'явилася 23 липня 1942 року на станції Юрга (нині Кузбас) на базі 1-ї Сталінської стрілецької дивізії добровольців-сибіряків (у складі 1-го Новосибірського, 2-го Кузбаського, 3-го Кемеровського стрілецьких полків, 4-го Томського артполку, Прокоп'ївського навчального батальйону та Наримської снайперської роти), сформованої в липні 1942 року. Особовий склад дивізії переважно набирався зі спецпереселенців і робітників кузбаських підприємств.
Восени 1942 року 150-ту стрілецьку Новосибірську дивізію перекинули в Підмосков'я, і з 23 листопада вона взяла участь у боях. Наприкінці листопада дивізія почала бої за місто Білий Калінінської області, намагаючись прорвати сильно укріплені німецькі позиції на цьому напрямку. Дивізія зазнала під час штурмів величезних втрат, а після німецького контрудару 7-8 грудня частина її потрапила в оточення, з якого вийшла тільки 15 грудня. Після втрати близько 60 % особового складу дивізія була відведена на відновлення боєздатності.
15 січня 1943 року дивізія знову вступила в бій під Великими Луками, знищивши спробу прориву німців до оточеного гарнізону міста.
За бойові заслуги 19 квітня 1943 року 150-ту стрілецьку Новосибірську дивізію було перетворено на 22-гу гвардійську стрілецьку дивізію (2-го формування). Порядковий номер вивільнився через переформування 22-ї гв. сд (1-го формування) на 2-й гвардійський механізований корпус.

Бойовий прапор 150-ї стрілецької дивізії — Прапор Перемоги

### 3-тє формування
Третє формування дивізії відбулося 17 вересня 1943 року в районі Старої Русси в 34-ій армії на базі 127-ї, 144-ї та 151-ї окремих стрілецьких бригад. Дивізія увійшла до складу 96-го стрілецького корпусу і прикривала Ільменський і Старо-Русський напрямок Північно-Західного фронту.
11 листопада 1943 року ешелонами дивізію перекинули у Великі Луки, де включили до складу 6-ї гвардійської армії 2-го Прибалтійського фронту. Пізніше дивізію було передано до 3-ї ударної армії.
10 липня 1944 року 150-та сд брала участь у Режицько-Двінській фронтовій наступальній операції. Дивізія звільнила до 600 населених пунктів, зокрема Ідрицу, Себеж (у сучасній Псковській області), Пасієне, Кауната, Марцієна (Латвійська РСР).
Наказом Верховного Головнокомандувача № 0208 23 липня 1944 року за оволодіння м. Ідриця (Псковська область) дивізія отримала почесне найменування «Ідрицька».
26 квітня 1945 року Указом Президії Верховної Ради СРСР за зразкове виконання завдань командування в боях під Штаргардом і оволодіння містами Бервальде, Темпельбург, Фалькенбург, Драмбург, Вангерін, Лабес, Фраєєнвальде, Шіфельбайн, Регенвальде, Керлін 150-та сд була удостоєна ордена Кутузова II ступеня.
22 квітня 1945 року під час штурму Берліна дивізія прийняла від Військової Ради 3-ї ударної армії прапор № 5, один із дев'яти спеціальних прапорів, призначених для встановлення над рейхстагом. Під час бою за Рейхстаг штурмовий прапор 150-ї дивізії був встановлений над головним входом у будівлю лейтенантом Рахімжаном Кошкарбаєвим і рядовим Григорієм Булатовим. Надалі подібні прапори були встановлені в різних частинах будівлі, зокрема Прапор Перемоги, встановлений на куполі Рейхстагу воїнами 756-го стрілецького полку дивізії: Олексієм Берестом, Михайлом Єгоровим і Мелітоном Кантарія.
Після закінчення німецько-радянської війни дивізія увійшла до складу Групи радянських окупаційних військ у Німеччині. У грудні 1946 року дивізію було розформовано.

## Командування

### Командири
1-ше формування
- полковник Князьков Сергій Олексійович (19 серпня 1939 — 12 лютого 1940)
- комбриг Пастревич Олександр Іванович (15 лютого 1940 — січень 1941)
- генерал-майор Хорун Йосип Іванович (17 січня — 26 жовтня 1941)
- генерал-майор Єгоров Данило Григорович (27 жовтня 1941 — червень 1942)

2-ге формування
- полковник Гузь Микола Олімпійович (23 липня 1942 — 19 квітня 1943)

3-тє формування
- полковник Яковлєв Леонід Васильович (8 вересня 1943 — 26 квітня 1944)
- полковник, з 2 листопада 1944 року генерал-майор Шатілов Василь Митрофанович (1 травня 1944 — грудень 1946)

### Підпорядкованість
| Час              | Корпус                    | Армія                   | Група армій (округ)      | Штаб                   |
| ---------------- | ------------------------- | ----------------------- | ------------------------ | ---------------------- |
| Перше формування |                           |                         |                          |                        |
| 1939             |                           |                         |                          |                        |
| 17 вересня       | 3 ск                      | 3 А                     | Білоруський фронт        | Західна Білорусь       |
| 4 грудня         | Оперативна група Грендаля | 7 А                     |                          | Кексгольм              |
| 25 грудня        |                           | 13 А                    |                          | Коуккуніємі            |
| 1940             |                           |                         |                          |                        |
| 13 січня         | 3 ск                      | 13 А                    |                          | Коуккуніємі            |
| червень          | 55 ск                     | 9 А                     | Південний фронт          | Південна Україна       |
| липень           | 48 ск                     | 9 А                     | Одеський ВО              | Кіровоградська область |
| 1941             |                           |                         |                          |                        |
| 22 червня        | —                         | 9 окрема А              | Одеський ВО              | Одеса                  |
| 1 липня          | 14 ск                     | 9 окрема А              | Південний фронт          | Південна Україна       |
| 10 липня         | 14 ск                     | Приморська група військ | Південний фронт          | Мінджир                |
| 1 серпня         | —                         | 9 А                     | Південний фронт          | Миколаїв               |
| 1 грудня         | —                         | 37 А                    | Південний фронт          | Новошахтинськ          |
| 1942             |                           |                         |                          |                        |
| 1 січня          | —                         | 12 А                    | Південний фронт          | Царедарівка            |
| 1 лютого         | —                         | 37 А                    | Південний фронт          | Царедарівка            |
| 1 квітня         | —                         | 9 А                     | Південний фронт          | Лозова                 |
| 1 травня         | —                         | 57 А                    | Південний фронт          | Лозова                 |
| 1 червня         | —                         | 57 А                    | Південно-Західний фронт  | Лозова                 |
| Друге формування |                           |                         |                          |                        |
| 1 серпня         | —                         | —                       | Сибірський ВО            | Юрга                   |
| 1 вересня        | 6 ск                      | —                       | Сибірський ВО            | Юрга                   |
| 1 жовтня         | 6 ск                      | —                       | Московський ВО           | Селіжарово             |
| 1 листопада      | 6 ск                      | 22 А                    | Калінінський фронт       | Білий                  |
| 1 грудня         | 6 ск                      | 41 А                    | Калінінський фронт       | Білий                  |
| 1943             |                           |                         |                          |                        |
| 1 січня          | 6 ск                      | 41 А                    | Калінінський фронт       | Білий                  |
| 1 лютого         | —                         | 3 УдА                   | Калінінський фронт       | Великі Луки            |
| 1 березня        | 6 ск                      | —                       | Калінінський фронт       | Локня                  |
| 1 квітня         | 6 ск                      | 22 А                    | Калінінський фронт       | Локня                  |
| Третє формування |                           |                         |                          |                        |
| 1 жовтня         | 96 ск                     | 34 А                    | Північно-Західний фронт  | Стара Русса            |
| 1 грудня         | —                         | —                       | 2-й Прибалтійський фронт | Невель                 |
| 1944             |                           |                         |                          |                        |
| 1 січня          | —                         | 6 гв.А                  | 2-й Прибалтійський фронт | Невель                 |
| 1 лютого         | 90 ск                     | 3 УдА                   | 2-й Прибалтійський фронт | Псковська область      |
| 1 травня         | 79 ск                     | 3 УдА                   | 2-й Прибалтійський фронт | річка Велика           |
| 1945             |                           |                         |                          |                        |
| 1 січня          | 79 ск                     | 3 УдА                   | 1-й Білоруський фронт    | Седльці                |
| 1 травня         | 79 ск                     | 3 УдА                   | 1-й Білоруський фронт    | Берлін                 |